# Benisanó (kommunhuvudort)
Benisanó är en kommunhuvudort i Spanien.   Den ligger i provinsen Província de València och regionen Valencia, i den östra delen av landet, 280 km öster om huvudstaden Madrid. Benisanó ligger 148 meter över havet och antalet invånare är 1 974.
Terrängen runt Benisanó är huvudsakligen platt, men åt nordost är den kuperad. Terrängen runt Benisanó sluttar söderut. Runt Benisanó är det tätbefolkat, med 369 invånare per kvadratkilometer. Närmaste större samhälle är Paterna, 17,3 km sydost om Benisanó. Trakten runt Benisanó består till största delen av jordbruksmark.